# Старманія (мюзикл)
«Старманія» (англ. Starmania) — французько-квебекська рок-опера, написана в 1976. Музика — Мішель Берже, тексти — Люк Пламондон.
Деякі з пісень цієї опери широко поширилися в поп-культурі франкофонії.
У 1978 опера вперше була записана французькою, під назвою фр. Starmania, ou la passion de Johnny Rockfort selon les évangiles télévisés («Старманія, або пристрасть Джонні Рокфор до біблійних теледебатів»). Головні ролі були віддані Даніелю Балавуану (Daniel Balavoine), Клоду Дюбуа (Claude Dubois), Діані Дюфрен (Diane Dufresne), Нанетт Воркман (Nanette Workman), Франс Галль (France Gall), Еріку Естіве (Eric Esteve) і Фаб'єн Тібо (Fabienne Thibeault).
16 квітня 1979 з Уаста Balavoine, Étienne Chicot, Dufresne, Gall і Thibeault відбувся дебют шоу в Парижі, в Палаці Конгесів, у постановці Тома О ' Хоргана.
У 1992 була випущена англомовна версія шоу, зі словами Тім Райса і з участю Селін Діон, Ніни Хаген, Сінді Лаупер, Віллі Девілля і Тома Джонса.
На 25-річчя Старманії, в листопаді 2004, в Монреалі була поставлена концертна версія. У січні 2005 вона ж була поставлена в Парижі (з французьким оркестром і хором, але з Квебекський ведучим і солістами).
У 2004, Starmania отримала звання MasterWork від Audio-Visual Preservation Trust of Canada.

## Сюжет
Дія відбувається в майбутньому, у фантастичному місті під назвою Монополіс. Це місто хмарочосів, столиця єдиної держави. Головний хмарочос, «Золота вежа», належить бізнесменові Зеро Жанві, мільярдерові, будівельнику хмарочосів, лідеру «Партії заради прогресу». Зеро мріє стати президентом, встановити в країні військовий режим.
Оповідач — Марі-Жанн, дівчина, яка працює в кафе. Вона закохана в Зіггі, продавця компакт-дисків, шанувальника рок-музики. Однак, Зіггі — гей, і сприймає Марі-Жанн лише як друга. Сам Зіггі мріє виступити в передачі «Старманія», стати рок-зіркою.
У Монополісі існує угруповання, що називає себе «Чорні зірки». Глава «Чорних зірок», Джонні Рокфор, за порадою своєї подруги Садьї (багатої дівчини з вищого світу, ночами бере участь у житті угруповання) вирішує дати інтерв'ю в модній передачі «Старманія».
Після інтерв'ю з Джонні Рокфором «Чорні зірки» викрадають Кристаль, ведучу Старманії. Проте, ватажок банди і ведуча закохуються одне в одного. Кристаль набирає угруповання. Садья ревнує Джонні до Кристаль, і вирішує помститися. Кристаль, тим часом, записує своє повідомлення про те, що вона тепер з Джоні, і «Чорні Зірки» пускають запис під час виступу Жанві на телебаченні. Зеро вирішує, що йому оголосили війну. Після зірвався виступу він зустрічає Стеллу Спотлайт, старіючу порно зірку. Вони домовляються, що Стелла буде підтримувати його, а він буде поруч з нею, адже Стелла боїться стати нікому не потрібною.
Садья влаштовує Зіггі працювати ді-джеєм на дискотеці «Назіленд», що розташовується на вершині «Золотий вежі», Зіггі прощається з Марі-Жанн. Зеро Жанві та Стелла Спотлайт ж вирішують одружитися і відзначити весілля якраз цього дискотеці. «Чорні зірки» замишляють влаштувати вибух, щоб покінчити з Зеро, але їх видає Садья. Кристаль, поранена охоронцями, гине, Джонні потрапляє у в'язницю, Зеро Жанві стає Президентом Заходу, Стелла Спотлайт йде від нього. Марі-Жанн залишає місто.

## Видатні пісні

### Французька версія
- - «Ouverture»
  - «Quand on arrive en ville»
  - «La complainte de la serveuse automate»
  - «Le blues du businessman»
  - «Un garçon pas comme les autres»
  - «La chanson de Ziggy»
  - «Monopolis»
  - «Travesti»
  - «Petite musique terrienne»
  - «Ce soir on danse au Naziland»
  - «Banlieue nord»
  - «Les adieux d'un sex symbol»
  - «Les uns contre les autres»
  - «Quand on n'a plus rien a perdre»
  - «Ego trip»
  - «Le monde est stone»
  - "S.O.S. d'un terrien en détresse "
  - «Le rêve de Stella Spotlight»
  - «Besoin d'amour»

### Англійська версія
- «Ziggy»
- «The World Is Stone»
- «Only the Very Best»
- «You have the learn to live alone»
- «Tonight we dance — extravagance!»
- «The Businessman's Blues»

## Альбоми
- 1978 Starmania- оригінальна версія
- 1979 Starmania- шоу (подвійний альбом)
- 1980 Starmania Made in Quebec(LP)
- 1988 Starmania 88
- 1992 Starmania- (англійською) (Tycoon), продавався під назвою «Starmania — Version anglaise»
- 1994 Starmania- Mogador 94
- 1998 Starmania- 20-річний ювілей (подвійний альбом)